# Pidmanuła pidweła

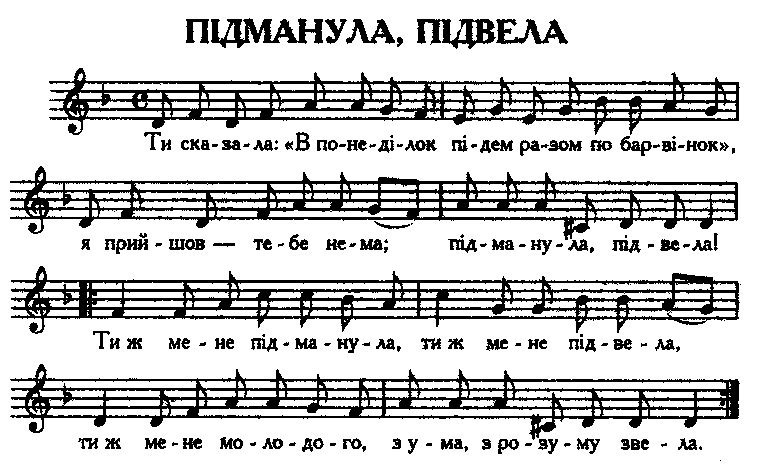
Nuty piosenki „Pidmanuła, pidweła”

Pidmanuła, pidweła (ukr. Підманула, підвела) – ukraińska ludowa piosenka, popularna na Ukrainie, Białorusi, Czechach, wykonywana także przez polskie zespoły łemkowskie oraz folkowe.
Treścią piosenki jest dialog chłopaka z dziewczyną, gdy umawiają się na kolejne dni tygodnia, jednak ona nie przychodzi na owe spotkania i zwodzi go. Chłopak w refrenie powtarza Ty ż mene pidmanuła, ty ż mene pidweła, ty ż mene mołodoho z uma, rozumu zweła („Tyś mnie zwiodła, tyś mnie oszukała, tyś mnie młodemu rozum zabrała”).
| Tekst cyrylicą | Transkrypcja | Tłumaczenie dosłowne |
| --- | --- | --- |
| Ти казала: «В понеділок Підем разом по барвінок». Я прийшов, тебе нема, Підманула-підвела. Приспів. Ти ж мене підманула, Ти ж мене підвела, Ти ж мене молодого З ума-розуму звела. Ти казала у вівторок Поцілуєш разів сорок, Я прийшов, тебе нема, Підманула-підвела. Приспів. Ти казала у середу Підем разом по череду, Я прийшов, тебе нема, Підманула-підвела. Приспів. Ти казала у четвер Підем разом на концерт, Я прийшов, тебе нема, Підманула-підвела. Приспів. Ти казала у п’ятницю Підем разом по суниці, Я прийшов, тебе нема, Підманула-підвела. Приспів. Ти казала у суботу Підем разом на роботу, Я прийшов, тебе нема, Підманула-підвела. Приспів. Ти казала у неділю Підем разом на весілля Я прийшов, тебе нема, Підманула-підвела. Приспів. | Ty kazała: «W ponediłok Pidem razom po barwinok». Ja pryjszow, tebe nema, Pidmanuła, pidweła. Refren. Ty ż mene pidmanuła, Ty ż mene pidweła, Ty ż mene mołodoho Z uma-rozumu zweła. Ty kazała u wiwtorok Pociłujesz raziw sorok, Ja pryjszow, tebe nema, Pidmanuła, pidweła. Refren. Ty kazała u seredu Pidem razom po czeredu, Ja pryjszow, Tebe nema, Pidmanuła, pidweła. Refren. Ty kazała u czetwer Pidem razom na koncert, Ja pryjszow, tebe nema, Pidmanuła, pidweła. Refren. Ty kazała u piatnycju Pidem razom po sunyci, Ja pryjszow, Tebe nema, Pidmanuła, pidweła. Refren. Ty kazała u subotu Pidem razom na robotu, Ja pryjszow, Tebe nema, Pidmanuła, pidweła. Refren. Ty kazała u nediliu Pidem razom na wesilia Ja pryjszow, Tebe nema, Pidmanuła, pidweła. Refren. | Powiedziałaś: «W poniedziałek Pójdziem razem na barwinek». Przyszedłem, ciebie nie ma Okłamałaś, zawiodłaś. Refren. Tyś mnie okłamała, Tyś mnie zawiodła, Tyś mnie młodego Doprowadziła do obłędu. Powiedziałaś we wtorek Pocałujesz ze czterdzieści razy, Przyszedłem, ciebie nie ma Okłamałaś, zawiodłaś. Refren. Powiedziałaś w środę Pójdziem razem po stado, Przyszedłem, ciebie nie ma Okłamałaś, zawiodłaś. Refren. Powiedziałaś w czwartek Pójdziem razem na koncert, Przyszedłem, ciebie nie ma Okłamałaś, zawiodłaś. Refren. Powiedziałaś w piątek Pójdziem razem na poziomki, Przyszedłem, ciebie nie ma Okłamałaś, zawiodłaś. Refren. Powiedziałaś w sobotę Pójdziem razem do roboty, Przyszedłem, ciebie nie ma Okłamałaś, zawiodłaś. Refren. Powiedziałaś w niedzielę Pójdziem razem na wesele Przyszedłem, ciebie nie ma Okłamałaś, zawiodłaś. Refren. |